# Base Aérea Naval de Fort Worth

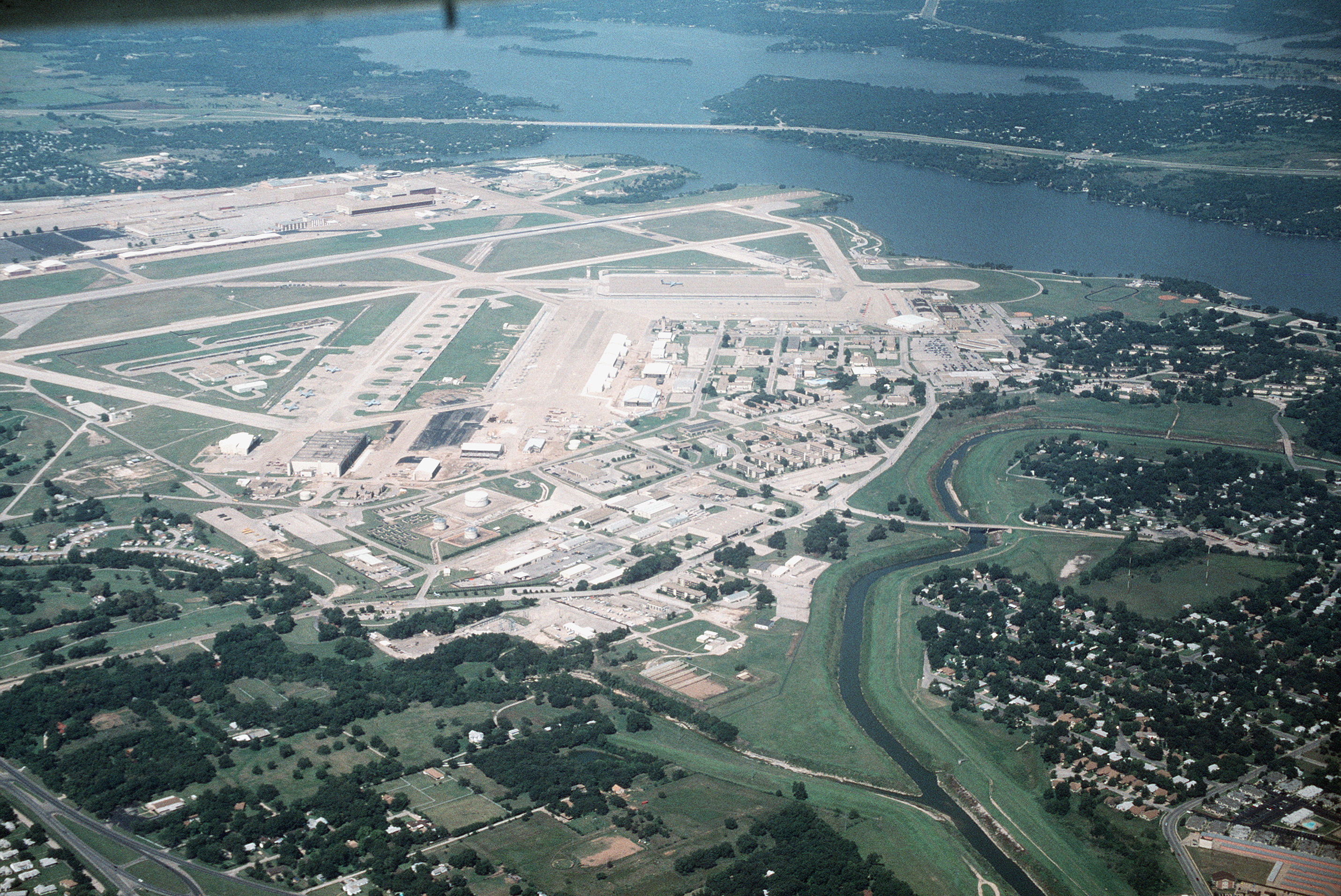
Vista aérea da Base Aérea Naval de Fort Worth

A Base Aérea Naval de Fort Worth (ou NAS Fort Worth JRB) é um complexo militar de grandes proporções que inclui o Campo de Carswell, uma base aérea localizada a 9 km do centro de Fort Worth, em Condado de Tarrant, Texas, Estados Unidos. Este aeródromo militar é operado pela Reserva da Marinha dos Estados Unidos, mas é usado por todos os ramos armados dos Estados Unidos.